# 145491 Larakaufmann
145491 Larakaufmann este o planetă minoră (asteroid) din centura de asteroizi. A fost descoperită pe 6 noiembrie 2005 la Mount Lemmon⁠(d) de Mount Lemmon Survey⁠(d). 
Obiectul prezintă o orbită caracterizată de o semiaxă mare de 3,1266553420433 UAi, o excentricitate de 0,087392893542991, o înclinație de 1,3596302081153 ° în raport cu ecliptica.